# Талиця (Залісовський округ)
Та́лиця (рос. Талица) — село у складі Залісовського округу Алтайського краю, Росія.

## Населення
Населення — 224 особи (2010; 296 у 2002).
Національний склад (станом на 2002 рік):
- росіяни — 92 %